# Kasteel Wesenthorst
Kasteel Wesenthorst is een voormalig kasteel tussen Ulft en Gendringen in de Gelderse Achterhoek, in de gemeente Oude IJsselstreek. Het kasteel ligt ingeklemd in een moderne woonwijk.

## Naam
De naam van het kasteel werd ook geschreven als Wietenhurst, Wisenhorst (1145), Widenhurst (1153), Wisenthurst (1155), Witenhurst (1200) of Wis(se)nhurst.

## Geschiedenis
Al heel vroeg komt het geslacht Van Wesenthorst voor en het vermoeden bestaat dat het een jongere tak is van het gravelijke huis Loon. Het geslacht Van Wesenthorst had in de omgeving van Ulft reeds meerdere goederen. Een directe verbinding tussen de familie en het huis is niet aantoonbaar, maar wel aannemelijk. De oudste vermelding van het kasteel is afkomstig uit 1350, als Adam van den Berg zijn positie in het Gendringse tracht te versterken. Egbert en Beatrix van Wesenthorst verklaren dan dat zij voor hun erfrecht door de heer van den Bergh betaald zijn. Het huis is tot eind van de achttiende eeuw een leen van Huis Bergh gebleven.
In 1422 kwam het huis in handen van Wichard van Medevorden, die het goed in 1448 weer overdroeg aan Reinoud van Aeswijn. Het zal twee eeuwen in bezit van de familie Van Aeswijn blijven totdat Anthonie van Aeswijn in 1647 vermoord wordt in het bos van zijn kasteel Sterkenburg bij Driebergen. Zijn dochter Antonetta, gehuwd met Gijsbert van Mathenesse erft zijn omvangrijke bezit, maar overleed zeer jong. Na haar dood barstte er een strijd los om de rijke erfenis. De Wesenthorst in 1670 kwam in bezit van Willem van Mathenesse. De verdeling van de erfenis verliep echt niet probleemloos, dit zou nog jaren doorgaan totdat in 1738 Maximiliaan Jacob van Renesse als overwinnaar tevoorschijn komt en hij alleenbezitter is.
In 1783 vererft het goed op het geslacht Van Reede tot den Parckeler. Lang hebben zij het niet in bezit gehad want begin negentiende eeuw behoort de Wesenthorst aan mevrouw E.C. de Haas. 
Haar erfgenamen laten het veilen waarna Jan Hendrik te Grotenhuis eigenaar wordt. Door huwelijk komt het in 1871 in de familie Stokman om ten slotte in 1979 in bezit te komen van Hendrikus Gerhardus Varwijk, teneinde het voor sloping door de toenmalige gemeente Gendringen te behoeden.
In 1391 werd het complex belegerd door Evert van Ulft, waarna het geheel eind veertiende of begin vijftiende eeuw herbouwd of hersteld zal zijn. Het geheel zal bestaan hebben uit een hoofd- en voorburcht. Een tekening uit 1720 laat zien dat de Wesenthorst toen al verkleind was tot een boerderij. Het huidige huis zou een vroegere vleugel zijn geweest van het oud adellijk slot.
De heer Varwijk heeft het huis in 1982 laten restaureren en de L-vormig lage vleugels zijn in bijpassende stijl toegevoegd.
Sinds december 2020 is Kasteel De Wesenthorst in bezit van Stijn van der Upwich en Antoinette van der Upwich van Giersbergen. Sedertdien worden er deelrestauraties en extensief achterstallig onderhoud uitgevoerd.

## Galerij

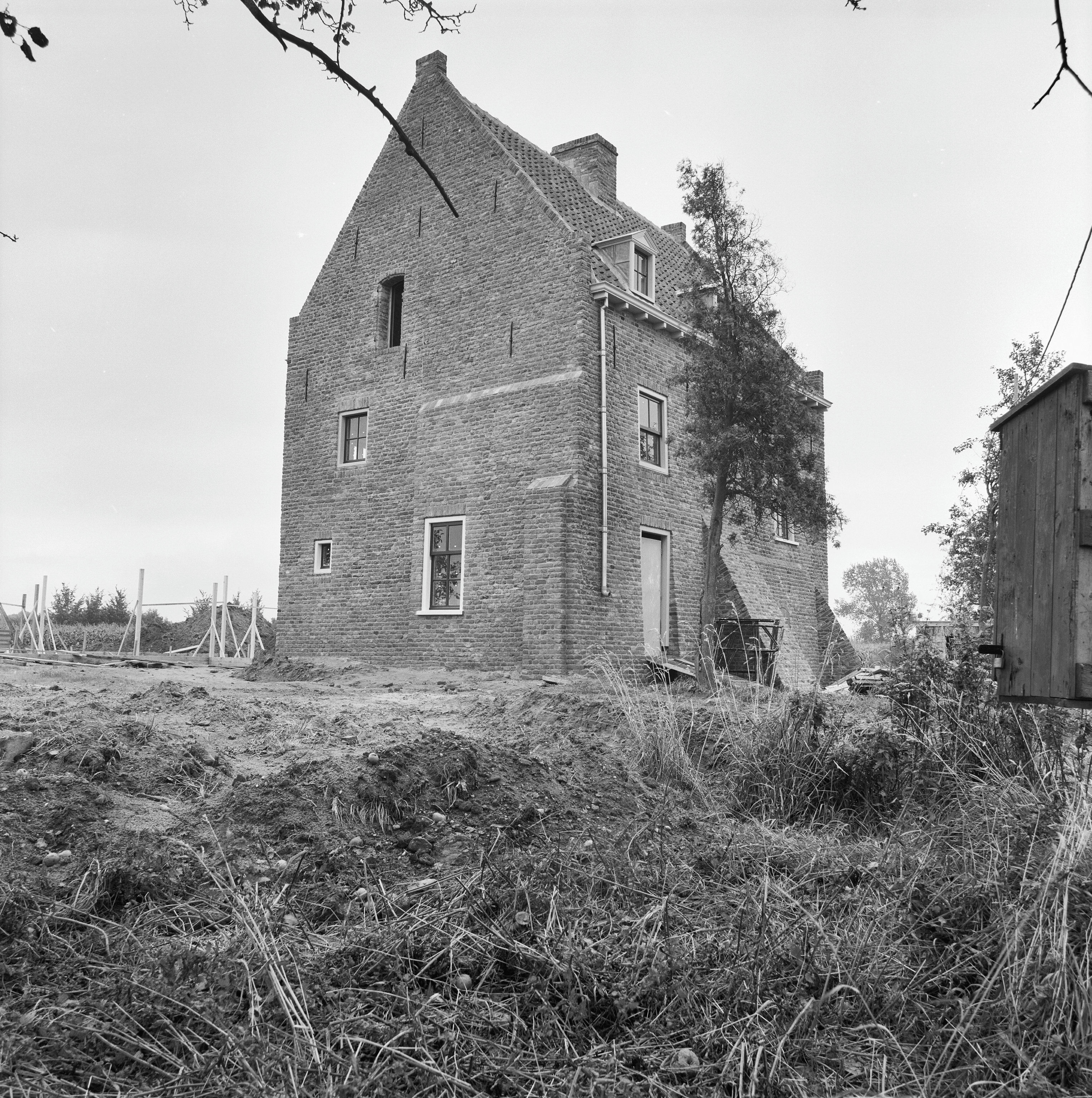
Voor- en linker zijgevel, 1978
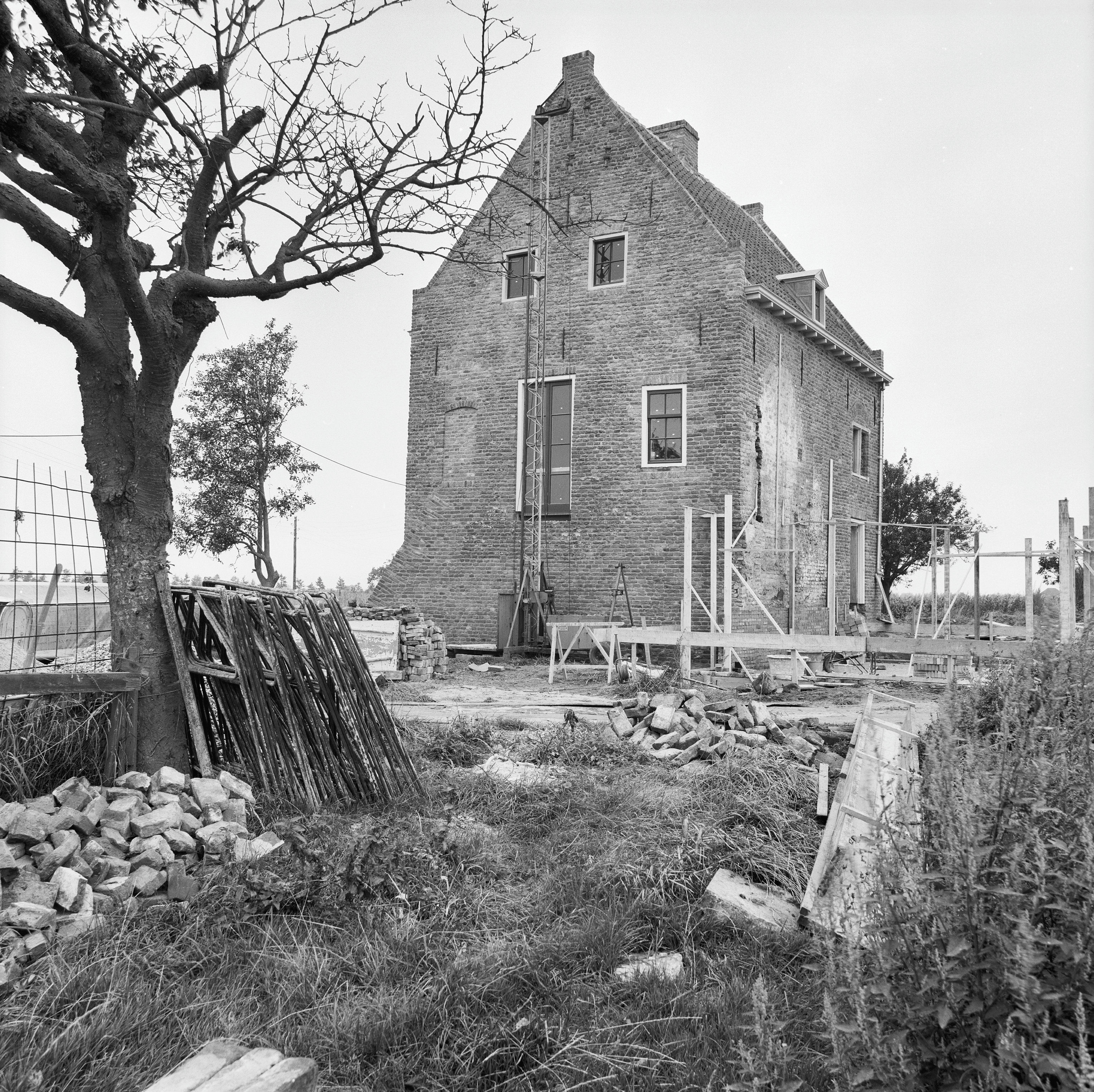
Rechter zij- en achtergevel, 1978
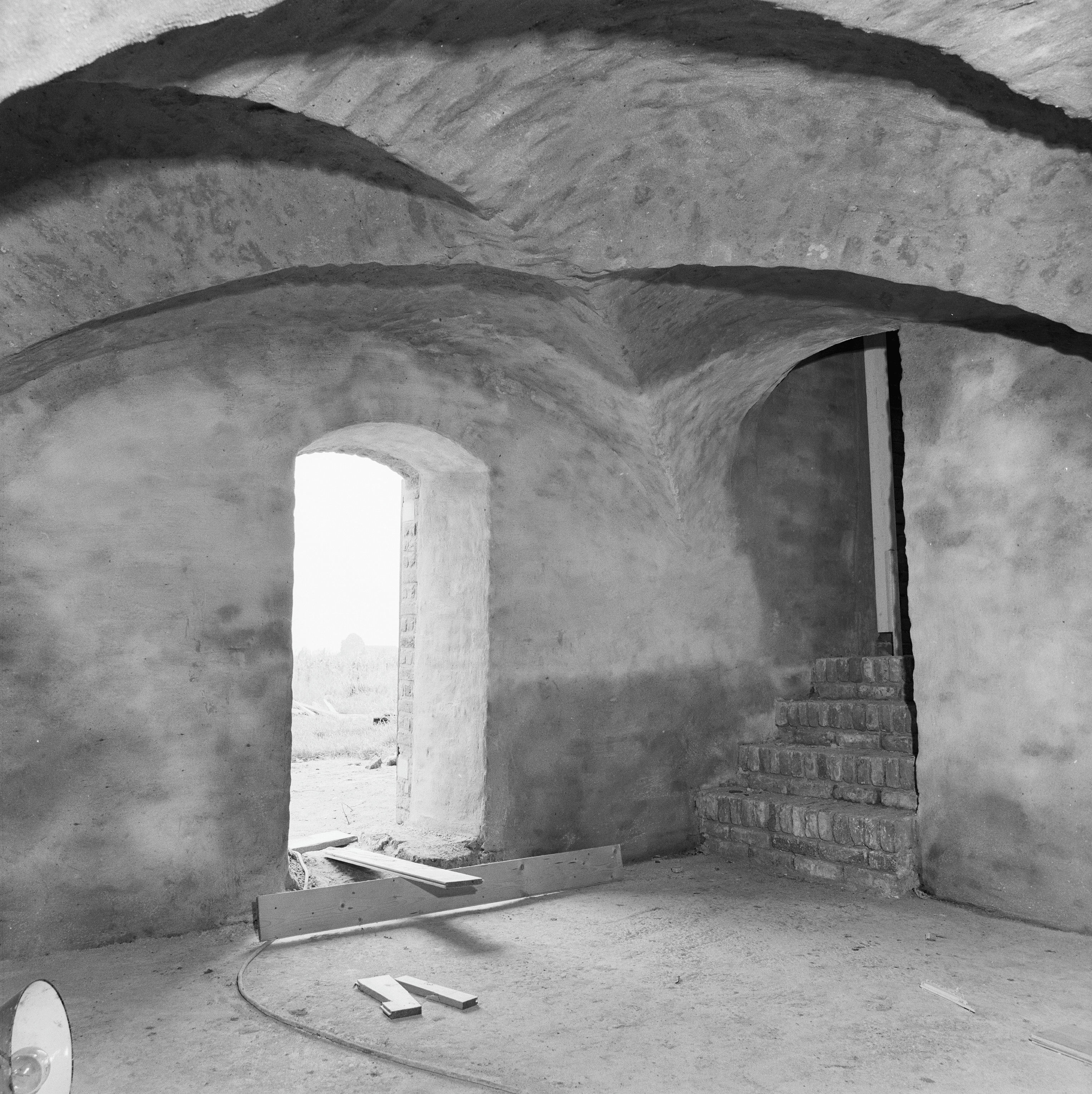
Keldergewelf, 1978
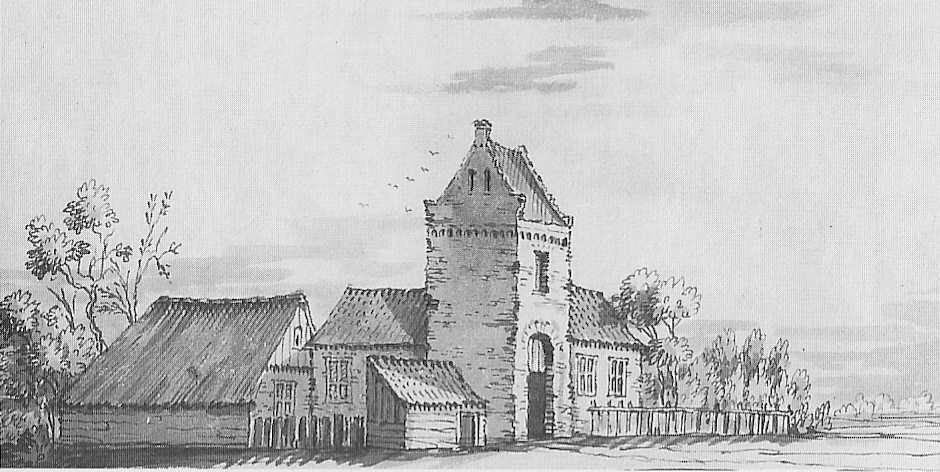
Wesenthorst-1720 - Gewassen pentekening door Max. de Raet